# Etynol
Etynol, CHCOH – organiczny związek chemiczny z grupy alkoholi nienasyconych, hydroksylowa pochodna acetylenu. Jest związkiem nietrwałym. Powstaje w niskiej temperaturze rzędu kilkunastu kelwinów, w stałej matrycy argonowej w wyniku tautomeryzacji etenonu (ketenu, H
2C=C=O) w trakcie naświetlania laserem ultrafioletowym o długości fali 308 nm:
Naświetlenie ultrafioletem o długości fali ≤ 248 nm stymuluje reakcję odwrotną.